# Luhansk
|  | Denne artikel beskriver en aktuel begivenhed Informationerne kan blive ændret hurtigt, som begivenheden skrider frem. |

Luhánsk (ukrainsk: Луганськ, tr. Luhansk, russisk: Луганск, tr.  Lugansk) er en by i det østlige Ukraine. Byen har 425.848(2013) indbyggere, og er officielt adminsitationscenter i Luhansk oblast (Ukraine). I 2014 blev byen erobret af Rusland under Den russisk-ukrainske krig og en ikke-anerkendt stat blev udråbt; Folkerepublikken Lugansk. Byen er pr. 2022 stadig besat af Rusland.
Ukraine har etableret en administration af Luhansk oblast uden for Luhansk [kilde mangler], mens regeringen for Folkerepublikken Lugansk opretholder en regering i Luhansk.

## Historie
Byen historie går tilbage til 1795, da den britiske industrimand Charles Gascoigne grundlagde en metalfabrik der. Fabrikken var begyndelsen på et industriområde, der stadig trives i dag. Luhansk fik bystatus i 1882. Beliggende i Donbass, udviklede Luhansk sig til et vigtigt industrielt centrum i Østeuropa, især præget af den store lokomotivproducent "Luhanskteplovoz". Den 5. november 1935 blev byen omdøbt "Vorosjilovgrad" (russisk: Ворошиловград/ukrainsk: Ворошиловград) til ære for sovjetisk hærfører og politiker Kliment Vorosjilov. Den 5. marts 1958, efter krav fra Nikita Khrusjtjov om ikke at opkalde byer efter levende personer, blev det gamle navn genindført. Den 5. januar 1970, efter Vorosjilovs dø, blev navnet igen ændret til Vorosjilovgrad. Endelig den 4. maj 1990 gav et dekret fra Den Øverste Sovjet for den ukrainske SSR gav byen det oprindelige navn tilbage. Byen var besat af Nazityskland fra den 14. juli 1942 til 14. februar 1943.
Efter Euromajdan begivenhederne og som en protest mod at annullere Lovgivningen om sprog i Ukraine, der gav russisk status som et anerkendt mindretalssprog, stemte Luhansk oblast for at give russisk sprog officiel status som mindretalssprog, stoppe "forfølgelsen af Berkut", afvæbne Majdans selvforsvarsenheder og forbyde et antal højreekstremistiske politiske organisationer som Svoboda og UNA-UNSO. I tilfælde af at Kiev-myndighederne undlader at opfylde kravene, forbeholdt Oblast-rådet sig "retten til at anmode om hjælp fra Den Russiske Føderation".
Det er værd at bemærke at russisk sprogs anerkendelse som mindretalssprog i Luhansk oblast er lidt usædvanlig i og med at op mod 70 % af befolkningen i Luhansk oblast har russisk som modersmål.
Ved folketællingen i 2001 opgav 68,8% af befolkningen at russisk er deres modersmål mens ukrainsk betragtedes som modersmål af 30,0% af Luhask oblasts indbyggere.

## Demografi
Antallet af indbyggere i Luhansk voksede hurtigt de seneste 150 år.
| 1897   | 1923   | 1926   | 1939    | 1959    | 1970    | 1979    | 1989    | 2001    | 2013    |
| ------ | ------ | ------ | ------- | ------- | ------- | ------- | ------- | ------- | ------- |
| 20.404 | 43.966 | 71.006 | 214.607 | 274.520 | 382.774 | 463.047 | 496.813 | 463.097 | 438.010 |

Kilde: ;
Ifølge folketællingen i 2001 havde Luhansk 463.000 indbyggere. Etniske ukrainere udgjorde 50% og russere 47%.
Den sproglige sammensætning af befolkningen er:
| Sproglig sammensætning af Luhansk |         |          |         |
|                                   | russisk | ukrainsk | armensk |
| Luhansk (byområde)                | 84,73   | 14,33    | 0,18    |
| Luhansk                           | 85,33   | 13,72    | 0,17    |
| Artemivskij rajon                 | 86,21   | 12,76    | 0,17    |
| Leninskij rajon                   | 85,20   | 13,10    | 0,21    |
| Kamjanobridskij rajon             | 85,05   | 14,13    | 0,21    |
| Oktober rajon                     | 84,87   | 14,54    | 0,14    |
| Sjtjastja rajon                   | 87,98   | 11,23    | 0,01    |
| Landsbyen Juvilejne               | 80,59   | 18,89    | 0,09    |
| Landsbyen Dzerzjinske             | 68,85   | 30,55    | 0,27    |
| Landsbyen Teplitschne             | 64,55   | 34,18    | 0,95    |
| Oleksandrivsk                     | 56,65   | 41,73    | 1,46    |

Den 1. januar 2010 var byens befolkning på 434.869 personer, hvoraf 291.200 indbyggere var i den arbejdsdygtige alder. Den 1. januar 2012 var byens befolkning faldet til 427.187 personer.

## Sport
Fodboldklubben Zorya Luhansk holder til i byen, og spiller i den ukrainske topdivision. Luhansk er også hjembyen for Sergej Bubka, verdensrekordholderen i stangspring.